# Karaurus
Karaurus sharovi
Genre
Espèce
Karaurus (signifiant tête-queue) est un genre fossile de salamandres primitives datant du Jurassique supérieur (Oxfordien à Kimméridgien), il y a environ entre 163 et 152 Ma (millions d'années). Il a été découvert dans le Karabastau Svita au Kazakhstan. Il s'agit d'une des plus vieilles salamandres connues. Une seule espèce est rattachée au genre, Karaurus sharovi.

## Description
Karaurus mesurait environ 20 cm de long, elle est anatomiquement très proche des salamandres modernes. Elle vivait probablement dans l'eau douce, se nourrissant d'escargots, de vers, de crustacés et d'insectes.